# Makaturing
Der Makaturing ist ein 1940 m hoher Schichtvulkan auf der Insel Mindanao auf den Philippinen.
Der Berg liegt in der Provinz Lanao del Sur. Er erhebt sich an der Küstenlinie der Bucht von Illana, ca. 40 km südlich von Marawi City. Damit ist er der westlichste in einer Reihe von Vulkanen in Zentral-Mindanao, von denen der bekannteste der Vulkan Ragang in unmittelbarer Nachbarschaft des Makaturing ist. Ein weiter östlich gelegener Vulkan ist der Latukan.
Beim Makaturing wurden solfatarische Aktivitäten beobachtet. Die Smithsonian Institution nimmt als Zeitpunkt des letzten Ausbruchs des Vulkans das Jahr 1882 an, dies ist jedoch umstritten.   